# Tlaxmalac
Tlaxmalac es una localidad del estado mexicano de Guerrero. Es parte del municipio de Huitzuco de los Figueroa.

## Toponimia
El nombre «Tlaxmalac» proviene de los términos en náhuatl: tlaximalli, astilla; co, lugar. Su significado es «lugar de astillas».

## Demografía
| Gráfica de evolución demográfica |
|                                  |

| Censo | Población |
| ----- | --------- |
| 1900  | 1 229     |
| 1910  | 1 147     |
| 1921  | 1 241     |
| 1930  | 1 200     |
| 1940  | 1 533     |
| 1950  | 1 539     |
| 1960  | 2 380     |
| 1970  | 2 683     |
| 1980  | 3 028     |
| 1990  | 2 453     |
| 2000  | 2 573     |
| 2010  | 2 217     |
| 2020  | 2 109     |